# Scopula aleuritis
Scopula aleuritis là một loài bướm đêm trong họ Geometridae.